# 水杨酸甲酯
水楊酸甲酯（Methyl salicylate）是一种有机化合物，又名冬青油（Oil of wintergreen，由冬青提煉）。有药草的特殊气味，味甜而辣。

## 药用
药用方面主要作为外用局部发赤剂，常用於消肿、止痛，但後來因為有影響血液中鐵離子的活动等相關的副作用，因此現在鮮少用於內服藥物。它具有局部刺激作用，可促进局部血液循环，外用或局部涂擦可产生皮肤血管扩张、肤色发红等刺激反应，并反射性地影响相应部位的皮肤、肌肉、神经及关节，从而起到消肿、消炎和镇痛作用，亦有止痒之效。可用于扭伤、挫伤、腰痛、肌肉痛、神经痛、止痒。

## 安全性
水楊酸甲酯很容易透過皮膚吸收，其是阿斯匹靈的初期形式，因此，對阿司匹林過敏的人並不合適。水楊酸甲酯最低的致死劑量在成人體內，每1公斤是101毫克，在幼童內小至4毫升。一湯匙（5c.c）的100％甲基水楊酸，相當於21顆成人劑量的阿斯匹靈，會造成10Kg的兒童死亡，包括阿斯匹靈在內，任何藥物過量使用都有致命危險。以曼秀雷敦藥膏為例，含有0.22％甲基水楊酸，只要適當塗抹在局部皮膚，並不至於造成中毒，但酸中毒的個案並不少見，這些個案以幼兒與老年人為主，他們誤食了萬金油、白花油，出現了酸血症，呼吸急促加快，喘個不停，如果沒有給予適時急救，就可能造成死亡。

## 制备
- 从冬青植物中提取：收集杜鹃花科植物白株木（俗称冬青）树的枝叶，采用水蒸气蒸馏法提取可得冬青油。对冬青油减压分馏，收集不含水和酸的中间馏分，分离出水杨酸甲酯。
- 合成：将水杨酸加入反应釜中，加入过量的甲醇，搅拌后再加入催化剂硫酸，加热进行酯化反应。反应完毕后，用水洗至中性。再进行蒸馏，先常压蒸出甲醇和残留的水，再减压蒸馏收集馏分即可。

## 外部連結
- MedlinePlus - Methyl salicylate overdose （页面存档备份，存于）
- MedlinePlus - Sports cream overdose （页面存档备份，存于）
- CNN -  Medical examiner: Sports cream caused teen's death Wayback machine link to this article
- NLM Hazardous Substances Databank – Methyl salicylate Archive.today的存檔，存档日期2012-12-13